# Première circonscription de Fogera
La première circonscription de Fogera est une des 135 circonscriptions législatives de l'État fédéré Amhara. Elle se situe dans la Zone Sud Gonder. Sa représentante actuelle est Kasanesh Adiss Mingestu.